# ネトロン
ネトロン (NETLON) は高密度ポリエチレンを網状に成形したプラスチック製品である。主に包材・工業材やスポーツ用品の素材として用いられる。ネトロンは三井化学の登録商標。

## 利用
日本のスーパーマーケットではミカンやニンニクがネトロンで作られた網袋に入れて販売されている。
競艇場の競走水面ではネトロン製の消波装置が使われ、そのままネトロンという名称で呼ばれている。当初はオレンジブイと2マークの間を結ぶような位置に設置されていたが、ホーム側とバック側の各水路を仕切る機能を兼ねさせるため、1マークにも同じように設置されるようになった。現在ではほぼ全ての競艇場が1マークと2マークの両方でネトロンを採用している。